# Acciaio (romanzo)
Acciaio è il primo romanzo di Silvia Avallone. L'opera narra delle vicende di due ragazze adolescenti che vivono e crescono all'interno della realtà operaia metallurgica piombinese.
Nel 2012 è stato realizzato un adattamento cinematografico, Acciaio, per la regia di Stefano Mordini.

## Storia editoriale
- Vincitore del Premio Campiello 2010, categoria Opera Prima.[1]
- Vincitore del Premio Flaiano 2010, sezione letteraria.[2]
- Vincitore del Premio Fregene 2010.[3]
- Secondo classificato al Premio Strega 2010, a 4 voti dal vincitore Antonio Pennacchi (Canale Mussolini).[4]
- Secondo classificato al Premio Edoardo Kihlgren.[5]

## Trama
Francesca Morganti e Anna Sorrentino sono due ragazze, quasi quattordicenni, che vivono a Piombino, nei casermoni prospicienti il mare che il Comune ha riservato agli operai: via Stalingrado (il nome della via è puramente fittizio). Un quartiere di frontiera in tutti i sensi. Le due ragazze sono belle, affascinanti, e vivono la loro bellezza come un passaporto verso il mondo adulto che si schiude loro nelle forme della vita "facile" dei ragazzi più grandi e della vita invece durissima dei genitori. Francesca infatti, deve subire le angherie di un padre-padrone, Enrico, infatuato e gelosissimo della figlia, senza che la madre, Rosa, una trentaquattrenne sfiorita e rassegnata, obbietti alcunché. La famiglia di Anna, invece, composta anche dalla madre Sandra, operaia politicamente impegnata, e dal fratello Alessio, operaio specializzato che di notte si droga e ruba per "avere più grana", si disfa progressivamente a causa del padre Arturo, delinquente di piccola tacca assillato da manie di grandezza.
Sullo sfondo, la Lucchini, la potente acciaieria (ma non più così potente come tanti anni addietro) con il suo altoforno, AFO 4, che domina la vita di tutti i personaggi nella torrida estate del 2001, prima del crollo delle Torri Gemelle.
Ma Francesca ed Anna sono occupate a vivere la propria vita di piccole vincenti, già dominanti nell'angusto panorama della loro esistenza e paghe della loro vita l'una nell'altra, ignare della coetanea Lisa, intelligente ma ancora brutto anatroccolo, che invece le osserva con invidia ma anche con un precoce e insospettabile occhio critico, e di sua sorella Donata, disabile e su una sedia a rotelle.
I loro sogni si concentrano sulla ricchezza che vedono solo da molto lontano, sull'isola d'Elba affollata di turisti milanesi e tedeschi con i SUV.
La vita quindi scorre quasi su binari obbligati, ma qualcosa, con il crescere delle due ragazze, amiche del cuore e quasi sorelle, muta. Le due amiche non frequenteranno la stessa scuola: Sandra vuole che la sua intelligente figliola studi e si laurei, divenga qualcuno, in una prospettiva di lotta di classe, e la ragazza, veramente intelligente e studiosa, si è iscritta al ginnasio. Francesca, invece, che non riesce a vedere oltre il proprio angusto mondo, e soprattutto, oltre l'amica, frequenterà l'istituto professionale. Ma c'è dell'altro, perché se Anna comincia ad interessarsi ai ragazzi in modo più aperto rispetto alla provocazione da bambina sfrontata che le è nota, Francesca, che vede nell'amica l'unica cosa bella della sua vita, si scopre attratta da lei. Una sera, mentre le due sono sole e parlano, Francesca prende coraggio e la bacia. Ma Anna è spaventata da ciò che è successo e da Francesca, così scappa. Il rifiuto oppostole dall'amica sconvolge Francesca e porta la loro amicizia verso la rottura. E la cesura avviene la notte di ferragosto quando Anna, dopo i primi sbaciucchiamenti con i coetanei Massimo e Nino (quest'ultimo infelicemente innamorato di Francesca, che gli dirà chiaramente di non essere interessata ai maschi), si innamora di Mattia, un amico del fratello e come lui operaio alla Lucchini. Francesca vede il tradimento del loro mondo e si lega allora ad un'attonita Lisa, che non comprende bene le dinamiche del cambiamento della ragazza, ma accetta volentieri il ruolo di surrogato (molto inferiore, per Francesca) di Anna.
In mezzo, si muovono e si sviluppano i sentimenti di Rosa che vorrebbe, dopo l'ennesima brutalità del marito contro la figlia, denunciarlo e mutare vita; di Sandra, figlia di un partigiano decorato dal Presidente della Repubblica, che vorrebbe lasciare Arturo, licenziato dalla Lucchini e coinvolto in un losco giro di banconote false e opere d'arte rubate; di Alessio, fratello di Anna, una specie di ras del quartiere in lotta fra il proprio desiderio di rivalsa sociale e il suo ruolo di operaio metalmeccanico, ormai privo di qualsivoglia eco di coscienza di classe, innamorato di Elena, la sua prima fidanzata, superiore a lui socialmente e dirigente del personale della Lucchini; di Mattia, giovane sbandato che si innamora di Anna ma non comprende la mutevolezza della quattordicenne; di Cristiano, amico di Alessio, neopadre in rivolta col suo ruolo.
L'inizio della scuola vede le due amiche iscritte a due istituti diversi e il formarsi di nuove abitudini (in mezzo, un 11 settembre narrato in una prospettiva del tutto differente dalla versione ufficiale) contribuisce a rendere le due ragazze ancora più estranee. Anna, il cui padre è ricercato dalla polizia per furto di opere d'arte, si getta nello studio e nella relazione, insoddisfacente sul piano umano, con Mattia, mentre Francesca, a seguito di un incidente in cui il padre rimane psichicamente menomato, si ripiega sulla famiglia, fra il padre ridotto a gigantesco bambino e la madre dipendente dal prozac e dagli psicofarmaci, nel perenne ricordo di Anna e nella nostalgia della loro intimità.
Nel maggio del 2002, arriva la svolta. Francesca (mentendo spudoratamente sulla sua età) si lancia, diventando ballerina di lap dance in uno dei locali preferiti dalla gioventù (e non) operaia della zona, rifiutando sempre più il mondo maschile che non l'attrae in alcun modo, ma scatenando la propria vitalità animale. Anna si accorge della sostanziale inconsistenza della sua relazione con Mattia, con cui non ha nulla in comune, principiando una crisi profonda.
La tragedia scoppia quando, il 3 giugno 2002, Alessio, intento a telefonare ad Elena per riallacciare il legame di un tempo, prendendo appuntamento mangiando alla mensa della Lucchini, viene inavvertitamente schiacciato dal caterpillar condotto dall'amico Mattia, che, guidando, pensa al corpo morbido di Anna, e muore.
In una mattina di fine giugno Francesca, tornando da una notte di esibizioni al "Gilda", vede Anna affacciata alla finestra. Le due ragazze si guardano e comprendono la necessità che sentono l'una per l'altra, in qualsiasi modo si estrinsechi tale vicinanza. Allora si riconciliano e, dato che non è poi la fine del mondo, come dice Sandra servendo loro la colazione, una colazione ancora da bambine, decidono di andare in spiaggia, all'isola d'Elba.

## Critica
L'opera della scrittrice ha alimentato grandi discussioni e critiche a Piombino, la città protagonista della storia, descritta come degradata e vittima della delinquenza. In un comunicato dell'Inchiesta Operaia Piombino viene contestato il collegamento presentato dall'opera tra «i disagi e le miserie delle persone [...] e la Piombino degli operai», così come la trattazione, giudicata «fuorviante ed offensiva per i lavoratori», del problema degli infortuni sul lavoro.

## Edizioni
- Silvia Avallone, Acciaio, Rizzoli, 2010,  pp.  368., ISBN 978-88-17-03763-1.